# جيروم جوردن
جيروم جوردن (بالإنجليزية: Jerome Jordan)‏ مواليد 29 سبتمبر 1986، هو لاعب كرة سلة جامايكي يلعب مع فريق بروكلين نتس في الرابطة الوطنية لكرة السلة ويحمل الرقم 9. يبلغ طوله 7 قدم 0 بوصة (2.1 م).

## فرق لعب لها
- نيويورك نيكس
- بروكلين نتس

## روابط خارجية
- جيروم جوردن على موقع الاتحاد الدولي لكرة السلة (الإنجليزية)
- جيروم جوردن على موقع إن بي أي (الإنجليزية)
- جيروم جوردن على موقع سبورتس رفرنس (الإنجليزية)
- جيروم جوردن على موقع الدوري الإسباني لكرة السلة (الإسبانية)
- جيروم جوردن على موقع كرة السلة الأوروبية.كوم (الإنجليزية)
- جيروم جوردن على موقع كلية كرة السلة في سبورتس رفرنس.كوم (الإنجليزية)
- جيروم جوردن على موقع ريلجم (الإنجليزية)
- جيروم جوردن على موقع بروبوليرز (الإنجليزية)
- جيروم جوردن على موقع سبورتس رفرنس (الإنجليزية)
- جيروم جوردن على موقع سبورتس رفرنس (الإنجليزية)